# Liga Siatkówki Kobiet (2018/2019)
Liga Siatkówki Kobiet 2018/2019 – 14. sezon mistrzostw Polski organizowany przez Polską Ligę Siatkówki pod egidą Polskiego Związku Piłki Siatkowej (PZPS).

## Drużyny uczestniczące
| \| \| Uczestnicy poprzedniej edycji \| \| \| \| --------------------------------------------------------------------------------------------------------------------------------------------------------------------------------- \| -------------------------------- \| -- \| --- \| \| POL \| KPS Chemik Police \| 1 \| LM \| \| ŁDZ \| ŁKS Commercecon Łódź \| 2 \| LM \| \| ŁÓD \| Budowlani Łódź \| 3 \| LM \| \| RZE \| KS Developres Rzeszów \| 4 \| CEV \| \| PIŁ \| PTPS Piła \| 5 \| \| \| BIE \| BKS Profi Credit Bielsko-Biała \| 7 \| \| \| OST \| AZS KSZO Ostrowiec Świętokrzyski \| 9 \| \| \| WRO \| Volleyball Wrocław \| 10 \| \| \| BYD \| Bank Pocztowy Pałac Bydgoszcz \| 11 \| \| \| LEG \| DPD Legionovia Legionowo \| 12 \| \| \| \| Awans z I ligi \| \| \| \| KAL \| Energa MKS Kalisz \| 1 \| \| \| RAD \| Radomka Radom \| 6 \| \| \| Oznaczenia: - kolumna pierwsza – skróty nazw drużyn wpisane na mapie (jeśli ta została zamieszczona), - kolumna trzecia – miejsce zajęte przez daną drużynę w poprzednim sezonie. \| \| \| \| |                                  | POLŁDZŁÓDRZEPIŁBIEOSTWROBYDLEGRADKAL Lokalizacja klubów |     |
| | Uczestnicy poprzedniej edycji    |                                                         |     |
| POL | KPS Chemik Police                | 1                                                       | LM  |
| ŁDZ | ŁKS Commercecon Łódź             | 2                                                       | LM  |
| ŁÓD | Budowlani Łódź                   | 3                                                       | LM  |
| RZE | KS Developres Rzeszów            | 4                                                       | CEV |
| PIŁ | PTPS Piła                        | 5                                                       |     |
| BIE | BKS Profi Credit Bielsko-Biała   | 7                                                       |     |
| OST | AZS KSZO Ostrowiec Świętokrzyski | 9                                                       |     |
| WRO | Volleyball Wrocław               | 10                                                      |     |
| BYD | Bank Pocztowy Pałac Bydgoszcz    | 11                                                      |     |
| LEG | DPD Legionovia Legionowo         | 12                                                      |     |
| | Awans z I ligi                   |                                                         |     |
| KAL | Energa MKS Kalisz                | 1                                                       |     |
| RAD | Radomka Radom                    | 6                                                       |     |
| Oznaczenia: - kolumna pierwsza – skróty nazw drużyn wpisane na mapie (jeśli ta została zamieszczona), - kolumna trzecia – miejsce zajęte przez daną drużynę w poprzednim sezonie. |                                  |                                                         |     |

## Hale sportowe
| Klub                             | Hala sportowa                           | Liczba miejsc siedzących |
| -------------------------------- | --------------------------------------- | ------------------------ |
| AZS KSZO Ostrowiec Świętokrzyski | Hala sportowo-widowiskowa KSZO          | 3794                     |
| BKS Profi Credit Bielsko-Biała   | Hala BKS Stal                           | 1400                     |
| Enea PTPS Piła                   | Hala Sportowo-Widowiskowa MOSiR         | 1500                     |
| Energa MKS Kalisz                | Arena Kalisz                            | 3164                     |
| Grot Budowlani Łódź              | Łódź Sport Arena im. Józefa Żylińskiego | 3000                     |
| Volleyball Wrocław               | Hala „Orbita”                           | 3000                     |
| KS Developres Rzeszów            | Hala Podpromie                          | 4300                     |
| Bank Pocztowy Pałac Bydgoszcz    | Hala Łuczniczka                         | 6082                     |
| ŁKS Commercecon Łódź             | Łódź Sport Arena im. Józefa Żylińskiego | 3000                     |
| PSPS Chemik Police               | Hala sportowa im. Ignacego Łukasiewicza | 1100                     |
| Radomka Radom                    | Hala sportowa MOSiR                     | 2500                     |
| DPD Legionovia Legionowo         | Arena Legionowo                         | 1988                     |

## Rozgrywki

### Faza zasadnicza

#### Tabela wyników
| Gospodarz \ Gość1              | POL | ŁDZ | ŁÓD | RZE | PIŁ | BIE | OST | WRO | BYD | LEG | KAL | RAD |
| ------------------------------ | --- | --- | --- | --- | --- | --- | --- | --- | --- | --- | --- | --- |
| KPS Chemik Police              | -   | 3:0 | 2:3 | 3:0 | 3:0 | 3:0 | 3:1 | 3:0 | 3:0 | 3:1 | 3:1 | 3:0 |
| ŁKS Commercecon Łódź           | 3:2 | -   | 2:3 | 0:3 | 3:0 | 3:0 | 3:0 | 3:1 | 3:2 | 3:0 | 3:1 | 3:0 |
| Budowlani Łódź                 | 2:3 | 1:3 | -   | 3:2 | 3:1 | 0:3 | 3:0 | 3:1 | 1:3 | 3:2 | 3:0 | 2:3 |
| KS Developres Rzeszów          | 3:1 | 3:2 | 2:3 | -   | 3:2 | 3:0 | 3:0 | 3:0 | 3:1 | 3:0 | 3:0 | 3:0 |
| PTPS Piła                      | 1:3 | 1:3 | 1:3 | 0:3 | -   | 0:3 | 3:0 | 3:2 | 2:3 | 0:3 | 3:2 | 3:1 |
| BKS Profi Credit Bielsko-Biała | 0:3 | 3:0 | 1:3 | 3:1 | 3:0 | -   | 3:0 | 3:0 | 0:3 | 3:1 | 3:1 | 1:3 |
| KSZO Ostrowiec Świętokrzyski   | 0:3 | 1:3 | 0:3 | 0:3 | 1:3 | 1:3 | -   | 3:1 | 2:3 | 0:3 | 0:3 | 3:1 |
| Volleyball Wrocław             | 1:3 | 2:3 | 0:3 | 1:3 | 1:3 | 2:3 | 3:1 | -   | 1:3 | 3:0 | 3:2 | 1:3 |
| KS Pałac Bydgoszcz             | 0:3 | 3:1 | 0:3 | 2:3 | 3:2 | 3:0 | 3:0 | 3:0 | -   | 3:0 | 1:3 | 3:1 |
| Legionovia Legionowo           | 1:3 | 0:3 | 0:3 | 0:3 | 0:3 | 3:1 | 3:0 | 2:3 | 3:2 | -   | 3:1 | 0:3 |
| Energa MKS Kalisz              | 2:3 | 1:3 | 2:3 | 0:3 | 3:1 | 3:2 | 3:2 | 0:3 | 0:3 | 3:1 | -   | 3:0 |
| Radomka Radom                  | 0:3 | 0:3 | 2:3 | 1:3 | 3:0 | 2:3 | 3:0 | 3:2 | 1:3 | 2:3 | 3:0 | -   |

Źródło: siatka.org (pol.)
1 Drużyna gospodarzy jest wymieniona po lewej stronie tabeli.
Kolory:
  zwycięstwo gospodarzy 3:0 lub 3:1
  zwycięstwo gospodarzy 3:2
  zwycięstwo gości 3:0 lub 3:1
  zwycięstwo gości 3:2

#### Terminarz i wyniki
| Data        | Godz. | Gospodarz                      | Rezultat                                | Gość                           | Widzów | MVP                          |
| ----------- | ----- | ------------------------------ | --------------------------------------- | ------------------------------ | ------ | ---------------------------- |
| 1. kolejka  |       |                                |                                         |                                |        |                              |
| 02.11.2018  | 18:00 | PTPS Piła                      | 1:3 (25:16, 20:25, 19:25, 22:25)        | Budowlani Łódź                 | 1420   | Maria Stenzel                |
| 03.11.2018  | 17:00 | ŁKS Commercecon Łódź           | 3:2 (23:25, 25:18, 25:17, 24:26, 15:13) | KS Pałac Bydgoszcz             | 2650   | Marta Wójcik                 |
| 03.11.2018  | 18:00 | Radomka Radom                  | 3:2 (22:25, 17:25, 25:15, 25:17, 15:11) | Volleyball Wrocław             | 1000   | Majka Szczepańska            |
| 03.11.2018  | 18:30 | Energa MKS Kalisz              | 3:2 (25:21, 25:13, 15:25, 27:29, 15:13) | BKS Profi Credit Bielsko-Biała | 2428   | Ljubica Kecman               |
| 04.11.2018  | 15:00 | KS Developres Rzeszów          | 3:0 (30:28, 25:13, 25:18)               | KSZO Ostrowiec Świętokrzyski   | 2804   | Jelena Blagojević            |
| 05.11.2018  | 18:00 | Chemik Police                  | 3:1 (23:25, 25:20, 25:23, 25:20)        | Legionovia Legionowo           | 1000   | Chiaka Ogbogu                |
| 2. kolejka  |       |                                |                                         |                                |        |                              |
| 09.11.2018  | 18:00 | BKS Profi Credit Bielsko-Biała | 3:0 (25:19, 25:17, 25:15)               | PTPS Piła                      | 800    | Julia Nowicka                |
| 09.11.2018  | 18:00 | KS Pałac Bydgoszcz             | 0:3 (11:25, 21:25, 19:25)               | Chemik Police                  | 1200   | Magdalena Stysiak            |
| 09.11.2018  | 18:00 | KSZO Ostrowiec Świętokrzyski   | 3:1 (25:21, 18:25, 25:18, 25:23)        | Radomka Radom                  | 830    | Anna Miros                   |
| 10.11.2018  | 16:30 | Volleyball Wrocław             | 2:3 (25:17, 25:20, 13:25, 18:25, 12:15) | ŁKS Commercecon Łódź           | 547    | Marta Wójcik                 |
| 10.11.2018  | 17:00 | Budowlani Łódź                 | 3:2 (21:25, 27:25, 22:25, 25:20, 15:12) | KS Developres Rzeszów          | 1800   | Agata Babicz                 |
| 11.11.2018  | 20:00 | Legionovia Legionowo           | 3:1 (25:21, 18:25, 25:14, 25:12)        | Energa MKS Kalisz              | 1700   | Zuzanna Górecka              |
| 3. kolejka  |       |                                |                                         |                                |        |                              |
| 14.11.2018  | 18:00 | Radomka Radom                  | 0:3 (19:25, 16:25, 16:25)               | Chemik Police                  | 800    | Magdalena Stysiak            |
| 14.11.2018  | 18:00 | ŁKS Commercecon Łódź           | 3:0 (27:25, 25:15, 25:20)               | Legionovia Legionowo           | 1180   | Marta Wójcik                 |
| 14.11.2018  | 18:00 | KS Developres Rzeszów          | 3:1 (21:25, 25:17, 25:23, 25:16)        | KS Pałac Bydgoszcz             | 1828   | Katarzyna Zaroślińska-Król   |
| 14.11.2018  | 18:30 | Energa MKS Kalisz              | 3:2 (24:26, 26:24, 25:22, 23:25, 15:10) | KSZO Ostrowiec Świętokrzyski   | 2018   | Ewelina Janicka              |
| 14.11.2018  | 20:30 | PTPS Piła                      | 3:2 (25:17, 11:25, 18:25, 25:21, 15:8)  | Volleyball Wrocław             | 730    | Olga Strandzali              |
| 05.12.2018  | 18:00 | BKS Profi Credit Bielsko-Biała | 1:3 (25:20, 20:25, 15:25, 19:25)        | Budowlani Łódź                 | 800    | Gabriela Polańska            |
| 4. kolejka  |       |                                |                                         |                                |        |                              |
| 17.11.2018  | 14:00 | Energa MKS Kalisz              | 0:3 (23:25, 18:25, 21:25)               | Volleyball Wrocław             | 2050   | Roksana Wers                 |
| 17.11.2018  | 18:00 | ŁKS Commercecon Łódź           | 3:0 (25:14, 25:20, 25:18)               | Radomka Radom                  | 1350   | Krystyna Strasz              |
| 17.11.2018  | 20:00 | Chemik Police                  | 3:0 (25:17, 25:15, 25:22)               | KS Developres Rzeszów          | 1050   | Bianka Buša                  |
| 18.11.2018  | 17:00 | KS Pałac Bydgoszcz             | 3:2 (25:15, 25:20, 17:25, 19:25, 15:9)  | PTPS Piła                      | 1200   | Patrycja Balmas              |
| 18.11.2018  | 17:00 | Budowlani Łódź                 | 3:2 (25:15, 23:25, 23:25, 25:17, 15:4)  | Legionovia Legionowo           | 1800   | Agata Babicz                 |
| 19.11.2018  | 20:30 | KSZO Ostrowiec Świętokrzyski   | 1:3 (25:18, 12:25, 16:25, 14:25)        | BKS Profi Credit Bielsko-Biała | 618    | Emilia Mucha                 |
| 5. kolejka  |       |                                |                                         |                                |        |                              |
| 21.11.2018  | 18:00 | Radomka Radom                  | 2:3 (25:27, 25:14, 19:25, 25:14, 12:15) | Legionovia Legionowo           | 800    | Zuzanna Górecka              |
| 24.11.2018  | 17:00 | PTPS Piła                      | 1:3 (25:23, 22:25, 23:25, 23:25)        | Chemik Police                  | 1020   | Magdalena Stysiak            |
| 24.11.2018  | 18:30 | Energa MKS Kalisz              | 0:3 (19:25, 14:25, 21:25)               | KS Pałac Bydgoszcz             | 2090   | Ewelina Krzywicka            |
| 24.11.2018  | 20:00 | KS Developres Rzeszów          | 3:2 (17:25, 25:18, 24:26, 25:22, 15:12) | ŁKS Commercecon Łódź           | 2127   | Agnieszka Rabka              |
| 25.11.2018  | 17:00 | Budowlani Łódź                 | 3:0 (25:13, 27:25, 25:13)               | KSZO Ostrowiec Świętokrzyski   | 2400   | Jovana Brakočević            |
| 25.11.2018  | 17:30 | BKS Profi Credit Bielsko-Biała | 3:0 (25:22, 25:16, 25:18)               | Volleyball Wrocław             | 1000   | Kornelia Moskwa              |
| 6. kolejka  |       |                                |                                         |                                |        |                              |
| 28.11.2018  | 18:00 | ŁKS Commercecon Łódź           | 3:0 (25:22, 26:24, 25:16)               | PTPS Piła                      | 980    | Klaudia Alagierska           |
| 28.11.2018  | 18:00 | Volleyball Wrocław             | 0:3 (23:25, 17:25, 23:25)               | Budowlani Łódź                 | 688    | Jaroslava Pencová            |
| 28.11.2018  | 18:00 | KS Pałac Bydgoszcz             | 3:0 (25:23, 25:11, 25:21)               | BKS Profi Credit Bielsko-Biała | 700    | Ewelina Krzywicka            |
| 28.11.2018  | 18:00 | Chemik Police                  | 3:1 (25:21, 23:25, 25:13, 25:19)        | Energa MKS Kalisz              | 1050   | Magdalena Stysiak            |
| 28.11.2018  | 18:00 | Radomka Radom                  | 1:3 (30:28, 14:25, 21:25, 14:25)        | KS Developres Rzeszów          | 800    | Katarzyna Zaroślińska-Król   |
| 28.11.2018  | 19:00 | Legionovia Legionowo           | 3:0 (25:21, 25:17, 25:14)               | KSZO Ostrowiec Świętokrzyski   | 900    | Beata Olenderek              |
| 7. kolejka  |       |                                |                                         |                                |        |                              |
| 01.12.2018  | 17:00 | KS Developres Rzeszów          | 3:0 (25:22, 25:21, 26:24)               | Legionovia Legionowo           | 1814   | Jelena Blagojević            |
| 01.12.2018  | 17:00 | KSZO Ostrowiec Świętokrzyski   | 3:1 (18:25, 25:17, 25:19, 25:21)        | Volleyball Wrocław             | 654    | Paula Słonecka               |
| 01.12.2018  | 18:30 | Energa MKS Kalisz              | 1:3 (25:19, 21:25, 21:25, 25:27)        | ŁKS Commercecon Łódź           | 1860   | Krystyna Strasz              |
| 02.12.2018  | 14:45 | Budowlani Łódź                 | 1:3 (24:26, 25:16, 23:25, 23:25)        | KS Pałac Bydgoszcz             | 1875   | Tamara Gałucha               |
| 02.12.2018  | 18:00 | BKS Profi Credit Bielsko-Biała | 0:3 (19:25, 15:25, 23:25)               | Chemik Police                  | 1100   | Iga Chojnacka                |
| 03.12.2018  | 17:30 | PTPS Piła                      | 3:1 (25:15, 20:25, 25:19, 25:15)        | Radomka Radom                  | 660    | Marharyta Azizowa            |
| 8. kolejka  |       |                                |                                         |                                |        |                              |
| 07.12.2018  | 17:30 | Radomka Radom                  | 3:0 (25:9, 25:20, 25:17)                | Energa MKS Kalisz              | 600    | Gabriela Ponikowska          |
| 08.12.2018  | 16:00 | ŁKS Commercecon Łódź           | 3:0 (25:20, 25:22, 29:27)               | BKS Profi Credit Bielsko-Biała | 1890   | Aleksandra Wójcik            |
| 08.12.2018  | 17:00 | KS Developres Rzeszów          | 3:2 (25:15, 20:25, 22:25, 25:18, 15:9)  | PTPS Piła                      | 2128   | Michaela Mlejnková           |
| 08.12.2018  | 18:00 | Legionovia Legionowo           | 2:3 (20:25, 25:18, 25:21, 17:25, 14:16) | Volleyball Wrocław             | 1400   | Aleksandra Rasińska          |
| 09.12.2018  | 16:00 | KS Pałac Bydgoszcz             | 3:0 (25:19, 25:17, 25:22)               | KSZO Ostrowiec Świętokrzyski   | 1250   | Magdalena Mazurek            |
| 09.12.2018  | 20:30 | Chemik Police                  | 2:3 (23:25, 25:20, 23:25, 25:21, 9:15)  | Budowlani Łódź                 | 1025   | Gabriela Polańska            |
| 9. kolejka  |       |                                |                                         |                                |        |                              |
| 11.12.2018  | 18:00 | PTPS Piła                      | 0:3 (22:25, 17:25, 23:25)               | Legionovia Legionowo           | 730    | Kryscina Kicka               |
| 12.12.2018  | 18:00 | KSZO Ostrowiec Świętokrzyski   | 0:3 (12:25, 19:25, 16:25)               | Chemik Police                  | 631    | Marlena Pleśnierowicz        |
| 12.12.2018  | 18:00 | Volleyball Wrocław             | 1:3 (18:25, 23:25, 25:18, 18:25)        | KS Pałac Bydgoszcz             | 462    | Ewelina Krzywicka            |
| 12.12.2018  | 18:00 | BKS Profi Credit Bielsko-Biała | 1:3 (23:25, 25:16, 24:26, 18:25)        | Radomka Radom                  | 1000   | Izabela Bałucka              |
| 12.12.2018  | 18:30 | Energa MKS Kalisz              | 0:3 (19:25, 21:25, 20:25)               | KS Developres Rzeszów          | 1890   | Petja Barakowa               |
| 13.12.2018  | 20:30 | Budowlani Łódź                 | 1:3 (25:23, 22:25, 23:25, 16:25)        | ŁKS Commercecon Łódź           | 3000   | Marta Wójcik                 |
| 10. kolejka |       |                                |                                         |                                |        |                              |
| 14.12.2018  | 17:30 | PTPS Piła                      | 3:2 (25:14, 25:27, 25:11, 24:26, 15:11) | Energa MKS Kalisz              | 710    | Olga Strandzali              |
| 15.12.2018  | 18:00 | Chemik Police                  | 3:0 (25:21, 25:14, 26:24)               | Volleyball Wrocław             | 550    | Bianka Buša                  |
| 15.12.2018  | 18:00 | Legionovia Legionowo           | 3:2 (22:25, 25:22, 16:25, 25:20, 15:13) | KS Pałac Bydgoszcz             | 1150   | Ewelina Polak                |
| 15.12.2018  | 20:00 | ŁKS Commercecon Łódź           | 3:0 (25:21, 25:23, 25:20)               | KSZO Ostrowiec Świętokrzyski   | 1550   | Monika Bociek                |
| 16.12.2018  | 16:00 | Radomka Radom                  | 2:3 (21:25, 25:20, 21:25, 25:17, 11:15) | Budowlani Łódź                 | 650    | Jovana Brakočević            |
| 17.12.2018  | 20:30 | KS Developres Rzeszów          | 3:0 (25:11, 25:11, 25:16)               | BKS Profi Credit Bielsko-Biała | 1457   | Michaela Mlejnková           |
| 11. kolejka |       |                                |                                         |                                |        |                              |
| 22.12.2018  | 17:00 | KS Developres Rzeszów          | 3:0 (25:10, 25:22, 25:20)               | Volleyball Wrocław             | 1949   | Michaela Mlejnková           |
| 22.12.2018  | 17:00 | KSZO Ostrowiec Świętokrzyski   | 1:3 (24:26, 18:25, 25:21, 23:25)        | PTPS Piła                      | 721    | Olga Strandzali              |
| 22.12.2018  | 18:00 | BKS Profi Credit Bielsko-Biała | 3:1 (25:17, 22:25, 25:15, 25:16)        | Legionovia Legionowo           | 750    | Julia Nowicka                |
| 22.12.2018  | 18:30 | KS Pałac Bydgoszcz             | 3:1 (25:22, 20:25, 25:18, 25:14)        | Radomka Radom                  | 650    | Magdalena Mazurek            |
| 23.12.2018  | 14:30 | Budowlani Łódź                 | 3:0 (25:19, 25:22, 25:14)               | Energa MKS Kalisz              | 970    | Maria Stenzel                |
| 23.12.2018  | 14:45 | Chemik Police                  | 3:0 (25:23, 25:16, 25:20)               | ŁKS Commercecon Łódź           | 1050   | Martyna Łukasik              |
| 12. kolejka |       |                                |                                         |                                |        |                              |
| 29.12.2018  | 20:30 | BKS Profi Credit Bielsko-Biała | 3:1 (25:22, 25:22, 22:25, 25:21)        | Energa MKS Kalisz              | 750    | Emilia Mucha                 |
| 04.01.2019  | 17:30 | KS Pałac Bydgoszcz             | 3:1 (26:24, 25:27, 25:23, 25:16)        | ŁKS Commercecon Łódź           | 1800   | Patrycja Balmas              |
| 05.01.2019  | 14:45 | Legionovia Legionowo           | 1:3 (17:25, 16:25, 25:18, 20:25)        | Chemik Police                  | 1640   | Chiaka Ogbogu                |
| 06.01.2019  | 14:45 | Volleyball Wrocław             | 1:3 (25:22, 25:27, 23:25, 18:25)        | Radomka Radom                  | 648    | Natalia Skrzypkowska         |
| 13.02.2019  | 18:00 | KSZO Ostrowiec Świętokrzyski   | 0:3 (11:25, 16:25, 16:25)               | KS Developres Rzeszów          | 725    | Petja Barakowa               |
| 05.03.2019  | 18:00 | Budowlani Łódź                 | 3:1 (25:11, 25:19, 21:25, 25:20)        | PTPS Piła                      | 800    | Anna Bączyńska               |
| 13. kolejka |       |                                |                                         |                                |        |                              |
| 11.01.2019  | 18:00 | ŁKS Commercecon Łódź           | 3:1 (23:25, 25:18, 25:17, 25:16)        | Volleyball Wrocław             | 1700   | Zuzanna Efimienko-Młotkowska |
| 11.01.2019  | 18:30 | Energa MKS Kalisz              | 3:1 (25:20, 25:17, 23:25, 25:15)        | Legionovia Legionowo           | 1910   | Rebecka Lazic                |
| 12.01.2019  | 18:00 | Chemik Police                  | 3:0 (25:23, 25:19, 25:21)               | KS Pałac Bydgoszcz             | 950    | Chiaka Ogbogu                |
| 13.01.2019  | 17:30 | KS Developres Rzeszów          | 2:3 (22:25, 25:15, 25:19, 27:29, 13:15) | Budowlani Łódź                 | 3078   | Jovana Brakočević            |
| 30.01.2019  | 17:30 | Radomka Radom                  | 3:0 (25:21, 25:18, 25:11)               | KSZO Ostrowiec Świętokrzyski   | 800    | Natalia Skrzypkowska         |
| 10.03.2019  | 18:00 | PTPS Piła                      | 0:3 (12:25, 19:25, 22:25)               | BKS Profi Credit Bielsko-Biała | 920    | Paulina Maj-Erwardt          |
| 14. kolejka |       |                                |                                         |                                |        |                              |
| 16.01.2019  | 17:30 | Legionovia Legionowo           | 0:3 (11:25, 18:25, 16:25)               | ŁKS Commercecon Łódź           | 700    | Aleksandra Wójcik            |
| 16.01.2019  | 18:00 | Chemik Police                  | 3:0 (25:18, 25:13, 25:22)               | Radomka Radom                  | 750    | Chiaka Ogbogu                |
| 16.01.2019  | 18:00 | Budowlani Łódź                 | 0:3 (25:27, 20:25, 17:25)               | BKS Profi Credit Bielsko-Biała | 1570   | Julia Nowicka                |
| 16.01.2019  | 18:00 | Volleyball Wrocław             | 1:3 (22:25, 17:25, 25:16, 25:27)        | PTPS Piła                      | 414    | Anna Stencel                 |
| 16.01.2019  | 18:00 | KS Pałac Bydgoszcz             | 2:3 (16:25, 25:16, 23:25, 25:22, 11:15) | KS Developres Rzeszów          | 1200   | Katarzyna Zaroślińska-Król   |
| 12.03.2019  | 18:00 | KSZO Ostrowiec Świętokrzyski   | 0:3 (12:25, 22:25, 22:25)               | Energa MKS Kalisz              | 837    | Ewelina Janicka              |
| 15. kolejka |       |                                |                                         |                                |        |                              |
| 19.01.2019  | 17:30 | Radomka Radom                  | 0:3 (18:25, 18:25, 18:25)               | ŁKS Commercecon Łódź           | 450    | Monika Bociek                |
| 19.01.2019  | 18:00 | Legionovia Legionowo           | 0:3 (23:25, 17:25, 14:25)               | Budowlani Łódź                 | 800    | Jovana Brakočević            |
| 20.01.2019  | 17:00 | Volleyball Wrocław             | 3:2 (25:22, 17:25, 20:25, 25:19, 15:12) | Energa MKS Kalisz              | 250    | Natalia Gajewska             |
| 20.01.2019  | 18:00 | BKS Profi Credit Bielsko-Biała | 3:0 (25:15, 25:20, 25:19)               | KSZO Ostrowiec Świętokrzyski   | 1000   | Nina Herelová                |
| 20.01.2019  | 18:00 | KS Developres Rzeszów          | 3:1 (19:25, 25:18, 25:15, 25:20)        | Chemik Police                  | 2849   | Maja Tokarska                |
| 21.01.2019  | 17:30 | PTPS Piła                      | 2:3 (17:25, 25:20, 17:25, 25:21, 15:17) | KS Pałac Bydgoszcz             | 1050   | Magdalena Mazurek            |
| 16. kolejka |       |                                |                                         |                                |        |                              |
| 25.01.2019  | 17:30 | Legionovia Legionowo           | 0:3 (21:25, 23:25, 11:25)               | Radomka Radom                  | 700    | Alicja Grabka                |
| 25.01.2019  | 20:30 | KS Pałac Bydgoszcz             | 1:3 (26:24, 25:27, 20:25, 18:25)        | Energa MKS Kalisz              | 680    | Adrianna Budzoń              |
| 26.01.2019  | 18:00 | Chemik Police                  | 3:0 (25:18, 25:14, 29:27)               | PTPS Piła                      | 850    | Iga Chojnacka                |
| 27.01.2019  | 17:00 | KSZO Ostrowiec Świętokrzyski   | 0:3 (16:25, 11:25, 23:25)               | Budowlani Łódź                 | 550    | Jovana Brakočević            |
| 27.01.2019  | 20:00 | Volleyball Wrocław             | 2:3 (25:22, 15:25, 25:20, 13:25, 10:15) | BKS Profi Credit Bielsko-Biała | 1094   | Julia Nowicka                |
| 27.01.2019  | 20:30 | ŁKS Commercecon Łódź           | 0:3 (22:25, 17:25, 18:25)               | KS Developres Rzeszów          | 2100   | Jelena Blagojević            |
| 17. kolejka |       |                                |                                         |                                |        |                              |
| 02.02.2019  | 17:00 | Budowlani Łódź                 | 3:1 (25:18, 25:22, 24:26, 25:19)        | Volleyball Wrocław             | 900    | Anna Bączyńska               |
| 02.02.2019  | 18:00 | PTPS Piła                      | 1:3 (23:25, 25:20, 14:25, 24:26)        | ŁKS Commercecon Łódź           | 1280   | Regiane Bidias               |
| 02.02.2019  | 20:30 | Energa MKS Kalisz              | 2:3 (25:18, 19:25, 23:25, 25:16, 12:15) | Chemik Police                  | 2200   | Aleksandra Krzos             |
| 03.02.2019  | 17:00 | KS Developres Rzeszów          | 3:0 (25:16, 25:18, 25:16)               | Radomka Radom                  | 3033   | Jelena Blagojević            |
| 04.02.2019  | 17:30 | BKS Profi Credit Bielsko-Biała | 0:3 (19:25, 15:25, 21:25)               | KS Pałac Bydgoszcz             | 500    | Tamara Gałucha               |
| 04.02.2019  | 20:30 | KSZO Ostrowiec Świętokrzyski   | 0:3 (12:25, 15:25, 20:25)               | Legionovia Legionowo           | 560    | Zuzanna Górecka              |
| 18. kolejka |       |                                |                                         |                                |        |                              |
| 08.02.2019  | 17:30 | Radomka Radom                  | 3:0 (25:18, 25:19, 25:9)                | PTPS Piła                      | 800    | Brittany Abercrombie         |
| 08.02.2019  | 20:30 | Legionovia Legionowo           | 0:3 (20:25, 13:25, 23:25)               | KS Developres Rzeszów          | 850    | Petja Barakowa               |
| 09.02.2019  | 18:00 | Chemik Police                  | 3:0 (25:23, 25:18, 25:15)               | BKS Profi Credit Bielsko-Biała | 1050   | Bianka Buša                  |
| 10.02.2019  | 17:00 | Volleyball Wrocław             | 3:1 (25:22, 17:25, 25:13, 32:30)        | KSZO Ostrowiec Świętokrzyski   | 295    | Monika Potokar               |
| 10.02.2019  | 20:30 | ŁKS Commercecon Łódź           | 3:1 (25:19, 21:25, 25:14, 25:14)        | Energa MKS Kalisz              | 2000   | Regiane Bidias               |
| 11.02.2019  | 17:30 | KS Pałac Bydgoszcz             | 0:3 (23:25, 22:25, 25:27)               | Budowlani Łódź                 | 900    | Jovana Brakočević            |
| 19. kolejka |       |                                |                                         |                                |        |                              |
| 15.02.2019  | 18:00 | BKS Profi Credit Bielsko-Biała | 3:0 (25:22, 25:16, 25:15)               | ŁKS Commercecon Łódź           | 1000   | Olivia Różański              |
| 15.02.2019  | 20:30 | Budowlani Łódź                 | 2:3 (18:25, 25:20, 25:19, 18:25, 10:15) | Chemik Police                  | 2150   | Sladana Mirković             |
| 16.02.2019  | 17:00 | KSZO Ostrowiec Świętokrzyski   | 2:3 (17:25, 26:24, 25:15, 21:25, 9:15)  | KS Pałac Bydgoszcz             | 475    | Ewelina Krzywicka            |
| 17.02.2019  | 18:00 | Volleyball Wrocław             | 3:0 (25:23, 25:15, 25:20)               | Legionovia Legionowo           | 298    | Natalia Murek                |
| 17.02.2019  | 18:00 | PTPS Piła                      | 0:3 (20:25, 13:25, 18:25)               | KS Developres Rzeszów          | 1040   | Katarzyna Zaroślińska-Król   |
| 18.02.2019  | 17:30 | Energa MKS Kalisz              | 3:0 (25:17, 25:22, 25:23)               | Radomka Radom                  | 2200   | Alicia Ogoms                 |
| 20. kolejka |       |                                |                                         |                                |        |                              |
| 22.02.2019  | 17:30 | Radomka Radom                  | 2:3 (25:19, 25:23, 22:25, 19:25, 10:15) | BKS Profi Credit Bielsko-Biała | 1000   | Julia Nowicka                |
| 22.02.2019  | 20:30 | KS Pałac Bydgoszcz             | 3:0 (27:25, 25:20, 25:23)               | Volleyball Wrocław             | 708    | Ewelina Krzywicka            |
| 23.02.2019  | 17:30 | ŁKS Commercecon Łódź           | 2:3 (19:25, 25:19, 25:17, 15:25, 16:18) | Budowlani Łódź                 | 3000   | Jovana Brakočević            |
| 23.02.2019  | 18:00 | Legionovia Legionowo           | 0:3 (18:25, 22:25, 18:25)               | PTPS Piła                      | 900    | Klaudia Kaczorowska          |
| 23.02.2019  | 18:00 | Chemik Police                  | 3:1 (19:25, 25:18, 25:10, 25:14)        | KSZO Ostrowiec Świętokrzyski   | 1050   | Martyna Grajber              |
| 24.02.2019  | 17:00 | KS Developres Rzeszów          | 3:0 (25:19, 25:17, 25:20)               | Energa MKS Kalisz              | 2895   | Kamila Witkowska             |
| 21. kolejka |       |                                |                                         |                                |        |                              |
| 01.03.2019  | 17:30 | Energa MKS Kalisz              | 3:1 (23:25, 25:23, 25:23, 25:20)        | PTPS Piła                      | 2100   | Ljubica Kecman               |
| 01.03.2019  | 18:00 | Volleyball Wrocław             | 1:3 (25:20, 22:25, 15:25, 18:25)        | Chemik Police                  | 150    | Chiaka Ogbogu                |
| 01.03.2019  | 18:00 | Budowlani Łódź                 | 2:3 (21:25, 25:18, 25:14, 25:27, 8:15)  | Radomka Radom                  | 900    | Brittany Abercrombie         |
| 02.03.2019  | 17:00 | KS Pałac Bydgoszcz             | 3:0 (25:15, 25:21, 25:23)               | Legionovia Legionowo           | 1000   | Magdalena Mazurek            |
| 02.03.2019  | 17:00 | KSZO Ostrowiec Świętokrzyski   | 1:3 (18:25, 24:26, 25:23, 19:25)        | ŁKS Commercecon Łódź           | 726    | Monika Bociek                |
| 04.03.2019  | 17:30 | BKS Profi Credit Bielsko-Biała | 3:1 (26:24, 25:19, 22:25, 25:14)        | KS Developres Rzeszów          | 550    | Olivia Różański              |
| 22. kolejka |       |                                |                                         |                                |        |                              |
| 16.03.2019  | 18:30 | PTPS Piła                      | 3:0 (25:13, 25:8, 25:18)                | KSZO Ostrowiec Świętokrzyski   | 710    | Marharyta Azizowa            |
| 16.03.2019  | 20:30 | ŁKS Commercecon Łódź           | 3:2 (28:30, 14:25, 25:15, 25:18, 15:10) | Chemik Police                  | 1800   | Marta Wójcik                 |
| 17.03.2019  | 17:30 | Radomka Radom                  | 1:3 (17:25, 25:20, 19:25, 22:25)        | KS Pałac Bydgoszcz             | 1200   | Monika Fedusio               |
| 17.03.2019  | 18:30 | Energa MKS Kalisz              | 2:3 (25:18, 25:21, 11:25, 21:25, 9:15)  | Budowlani Łódź                 | 2310   | Jovana Brakočević            |
| 18.03.2019  | 17:30 | Legionovia Legionowo           | 3:1 (25:21, 25:19, 23:25, 26:24)        | BKS Profi Credit Bielsko-Biała | 500    | Małgorzata Jasek             |
| 18.03.2019  | 20:30 | Volleyball Wrocław             | 1:3 (25:21, 19:25, 23:25, 20:25)        | KS Developres Rzeszów          | 296    | Agnieszka Rabka              |

#### Tabela
| Lp. | Drużyna                          | Pkt | Mecze | Mecze | Mecze | Rodzaj wyniku | Rodzaj wyniku | Rodzaj wyniku | Rodzaj wyniku | Rodzaj wyniku | Rodzaj wyniku | Sety | Sety | Sety  | Małe punkty | Małe punkty | Małe punkty |
| Lp. | Drużyna                          | Pkt | M     | W     | P     | 3:0           | 3:1           | 3:2           | 2:3           | 1:3           | 0:3           | wyg. | prz. | stos. | zdob.       | str.        | stos.       |
| --- | -------------------------------- | --- | ----- | ----- | ----- | ------------- | ------------- | ------------- | ------------- | ------------- | ------------- | ---- | ---- | ----- | ----------- | ----------- | ----------- |
| 1   | KPS Chemik Police                | 57  | 22    | 19    | 3     | 11            | 6             | 2             | 2             | 1             | 0             | 62   | 19   | 3.26  | 1890        | 1600        | 1.18        |
| 2   | KS Developres Rzeszów            | 53  | 22    | 18    | 4     | 11            | 4             | 3             | 2             | 1             | 1             | 59   | 22   | 2.68  | 1891        | 1595        | 1.19        |
| 3   | ŁKS Commercecon Łódź             | 47  | 22    | 16    | 6     | 7             | 6             | 3             | 2             | 1             | 3             | 53   | 30   | 1.77  | 1898        | 1730        | 1.1         |
| 4   | Budowlani Łódź                   | 46  | 22    | 17    | 5     | 6             | 4             | 7             | 2             | 2             | 1             | 57   | 33   | 1.73  | 2018        | 1843        | 1.09        |
| 5   | Bank Pocztowy Pałac Bydgoszcz    | 42  | 22    | 14    | 8     | 6             | 5             | 3             | 3             | 2             | 3             | 50   | 35   | 1.43  | 1899        | 1813        | 1.05        |
| 6   | BKS Profi Credit Bielsko-Biała   | 35  | 22    | 12    | 10    | 6             | 4             | 2             | 1             | 3             | 6             | 41   | 38   | 1.08  | 1740        | 1677        | 1.04        |
| 7   | Radomka Radom                    | 25  | 22    | 8     | 14    | 4             | 2             | 2             | 3             | 5             | 6             | 35   | 48   | 0.73  | 1728        | 1810        | 0.95        |
| 8   | Energa MKS Kalisz                | 23  | 22    | 7     | 15    | 2             | 3             | 2             | 4             | 5             | 6             | 34   | 52   | 0.65  | 1791        | 1932        | 0.93        |
| 9   | PTPS Piła                        | 22  | 22    | 7     | 15    | 2             | 3             | 2             | 3             | 5             | 7             | 32   | 52   | 0.62  | 1743        | 1860        | 0.94        |
| 10  | DPD Legionovia Legionowo         | 21  | 22    | 7     | 15    | 3             | 2             | 2             | 2             | 4             | 9             | 29   | 51   | 0.57  | 1631        | 1813        | 0.9         |
| 11  | Volleyball Wrocław               | 17  | 22    | 5     | 17    | 2             | 1             | 2             | 4             | 8             | 5             | 31   | 56   | 0.55  | 1798        | 1965        | 0.92        |
| 12  | AZS KSZO Ostrowiec Świętokrzyski | 8   | 22    | 2     | 20    | 0             | 2             | 0             | 2             | 5             | 13            | 15   | 62   | 0.24  | 1461        | 1850        | 0.79        |

Źródło: lsk.pl (pol.)
Punktacja: 3:0 i 3:1 – 3 pkt; 3:2 – 2 pkt; 2:3 – 1 pkt; 1:3 i 0:3 – 0 pkt
Zasady ustalania kolejności: 1. liczba punktów; 2. stosunek setów; 3. stosunek małych punktów; 4. bilans w bezpośrednich meczach
     walka o mistrzostwo
     baraż o utrzymanie

### Faza play-off

#### Ćwierćfinały
(do 2 zwycięstw)
| Data       | Godz. | Gospodarz                      | Rezultat                         | Gość                           | Widzów | MVP          |
| ---------- | ----- | ------------------------------ | -------------------------------- | ------------------------------ | ------ | ------------ |
| 24.03.2019 | 17:30 | ŁKS Commercecon Łódź           | 3:1 (25:21, 25:20, 18:25, 25:21) | BKS Profi Credit Bielsko-Biała | 1567   | Marta Wójcik |
| 28.03.2019 | 17:30 | BKS Profi Credit Bielsko-Biała | 1:3 (25:23, 11:25, 18:25, 21:25) | ŁKS Commercecon Łódź           | 1100   | Marta Wójcik |

| Data       | Godz. | Gospodarz                     | Rezultat                  | Gość                          | Widzów | MVP              |
| ---------- | ----- | ----------------------------- | ------------------------- | ----------------------------- | ------ | ---------------- |
| 22.03.2019 | 17:30 | Budowlani Łódź                | 3:0 (26:24, 25:22, 25:22) | Bank Pocztowy Pałac Bydgoszcz |        | Maria Stenzel    |
| 28.03.2019 | 20:30 | Bank Pocztowy Pałac Bydgoszcz | 0:3 (15:25, 21:25, 23:25) | Budowlani Łódź                | 850    | Julia Twardowska |

#### Półfinały
(do 2 zwycięstw)
| Data       | Godz. | Gospodarz             | Rezultat                               | Gość                  | Widzów | MVP           |
| ---------- | ----- | --------------------- | -------------------------------------- | --------------------- | ------ | ------------- |
| 07.04.2019 | 14:45 | KS Developres Rzeszów | 2:3 (18:25, 12:25, 25:14, 25:15, 9:15) | ŁKS Commercecon Łódź  | 4057   | Monika Bociek |
| 14.04.2019 | 14:45 | ŁKS Commercecon Łódź  | 3:0 (25:23, 25:16, 25:22)              | KS Developres Rzeszów | 3000   | Marta Wójcik  |

| Data       | Godz. | Gospodarz      | Rezultat                         | Gość           | Widzów | MVP               |
| ---------- | ----- | -------------- | -------------------------------- | -------------- | ------ | ----------------- |
| 06.04.2019 | 14:45 | Chemik Police  | 0:3 (20:25, 16:25, 14:25)        | Budowlani Łódź | 1125   | Anna Bączyńska    |
| 13.04.2019 | 17:30 | Budowlani Łódź | 3:1 (25:21, 25:22, 23:25, 25:12) | Chemik Police  | 2670   | Jovana Brakočević |

#### Finał
(do 3 zwycięstw)
| Data       | Godz. | Gospodarz            | Rezultat                                | Gość                 | Widzów | MVP                |
| ---------- | ----- | -------------------- | --------------------------------------- | -------------------- | ------ | ------------------ |
| 23.04.2019 | 20:30 | ŁKS Commercecon Łódź | 3:2 (22:25, 29:27, 21:25, 25:20, 15:7)  | Budowlani Łódź       | 3000   | Izabela Kowalińska |
| 26.04.2019 | 20:30 | Budowlani Łódź       | 2:3 (25:27, 25:20, 23:25, 29:27, 10:15) | ŁKS Commercecon Łódź | 3000   | Regiane Bidias     |
| 29.04.2019 | 20:30 | ŁKS Commercecon Łódź | 3:2 (25:10, 16:25, 25:22, 23:25, 15:9)  | Budowlani Łódź       | 3000   | Klaudia Alagierska |

#### Mecze o 3. miejsce
(do 3 zwycięstw)
| Data       | Godz. | Gospodarz             | Rezultat                               | Gość                  | Widzów | MVP                        |
| ---------- | ----- | --------------------- | -------------------------------------- | --------------------- | ------ | -------------------------- |
| 23.04.2019 | 17:30 | Chemik Police         | 0:3 (19:25, 20:25, 21:25)              | KS Developres Rzeszów | 600    | Michaela Mlejnková         |
| 26.04.2019 | 17:30 | KS Developres Rzeszów | 2:3 (18:25, 24:26, 25:22, 25:18, 5:15) | Chemik Police         | 3097   | Natalia Mędrzyk            |
| 29.04.2019 | 17:30 | Chemik Police         | 2:3 (25:22, 25:23, 21:25, 23:25, 8:15) | KS Developres Rzeszów | 900    | Petja Barakowa             |
| 02.05.2019 | 17:30 | KS Developres Rzeszów | 3:2 (26:28, 10:25, 25:19, 25:22, 15:7) | Chemik Police         | 3526   | Katarzyna Zaroślińska-Król |

#### Mecze o 5. miejsce
(do 2 zwycięstw)
| Data       | Godz. | Gospodarz                      | Rezultat                         | Gość                           | Widzów | MVP          |
| ---------- | ----- | ------------------------------ | -------------------------------- | ------------------------------ | ------ | ------------ |
| 07.04.2019 | 18:30 | Bank Pocztowy Pałac Bydgoszcz  | 1:3 (23:25, 25:22, 23:25, 22:25) | BKS Profi Credit Bielsko-Biała | 500    | Emilia Mucha |
| 15.04.2019 | 18:00 | BKS Profi Credit Bielsko-Biała | 3:1 (25:17, 27:25, 20:25, 25:19) | Bank Pocztowy Pałac Bydgoszcz  | 600    | Emilia Mucha |

#### Mecze o 7. miejsce
(do 2 zwycięstw)
| Data       | Godz. | Gospodarz         | Rezultat                                | Gość              | Widzów | MVP             |
| ---------- | ----- | ----------------- | --------------------------------------- | ----------------- | ------ | --------------- |
| 23.03.2019 | 18:00 | Radomka Radom     | 2:3 (25:22, 16:25, 22:25, 26:24, 11:15) | Energa MKS Kalisz | 400    | Alicia Ogoms    |
| 30.03.2019 | 18:00 | Energa MKS Kalisz | 2:3 (15:25, 25:18, 25:23, 21:25, 6:15)  | Radomka Radom     | 2246   | Sara Sakradžija |
| 06.04.2019 | 17:00 | Radomka Radom     | 0:3 (15:25, 23:25, 20:25)               | Energa MKS Kalisz | 800    | Adrianna Budzoń |

#### Mecze o 9. miejsce
(do 2 zwycięstw)
| Data       | Godz. | Gospodarz                | Rezultat                  | Gość                     | Widzów | MVP               |
| ---------- | ----- | ------------------------ | ------------------------- | ------------------------ | ------ | ----------------- |
| 24.03.2019 | 18:00 | PTPS Piła                | 3:0 (25:17, 25:15, 25:17) | DPD Legionovia Legionowo | 552    | Marharyta Azizowa |
| 30.03.2019 | 18:00 | DPD Legionovia Legionowo | 0:3 (23:25, 21:25, 22:25) | PTPS Piła                | 350    | Paula Słonecka    |

#### Mecze o 11. miejsce/utrzymanie
(do 2 zwycięstw)
| Data       | Godz. | Gospodarz                        | Rezultat                                | Gość                             | Widzów | MVP               |
| ---------- | ----- | -------------------------------- | --------------------------------------- | -------------------------------- | ------ | ----------------- |
| 23.03.2019 | 17:00 | Volleyball Wrocław               | 3:0 (25:21, 25:18, 25:14)               | AZS KSZO Ostrowiec Świętokrzyski | 150    | Natalia Murek     |
| 30.03.2019 | 18:00 | AZS KSZO Ostrowiec Świętokrzyski | 3:2 (17:25, 17:25, 25:16, 25:21, 15:13) | Volleyball Wrocław               | 515    | Justyna Wojtowicz |
| 05.04.2019 | 17:00 | Volleyball Wrocław               | 3:2 (12:25, 16:25, 25:17, 25:23, 15:6)  | AZS KSZO Ostrowiec Świętokrzyski | 199    | Magdalena Kuziak  |

### Baraże
(do 3 zwycięstw)
| Data       | Godz. | Gospodarz                        | Rezultat                                | Gość                             | Widzów | MVP                |
| ---------- | ----- | -------------------------------- | --------------------------------------- | -------------------------------- | ------ | ------------------ |
| 17.04.2019 | 18:00 | AZS KSZO Ostrowiec Świętokrzyski | 3:0 (25:19, 25:18, 25:18)               | Wisła Warszawa                   | 258    | Koleta Łyszkiewicz |
| 18.04.2019 | 18:00 | AZS KSZO Ostrowiec Świętokrzyski | 2:3 (25:21, 25:21, 20:25, 14:25, 11:15) | Wisła Warszawa                   | 262    | Żaneta Baran       |
| 27.04.2019 | 18:00 | Wisła Warszawa                   | 3:0 (25:10, 26:24, 25:18)               | AZS KSZO Ostrowiec Świętokrzyski | 250    | Katarzyna Połeć    |
| 28.04.2019 | 18:00 | Wisła Warszawa                   | 3:0 (25:22, 25:17, 25:23)               | AZS KSZO Ostrowiec Świętokrzyski | 299    | Katarzyna Połeć    |

## Klasyfikacja końcowa
| Lp. | Drużyna                        |
| --- | ------------------------------ |
| 1   | ŁKS Commercecon Łódź           |
| 2   | Budowlani Łódź                 |
| 3   | KS Developres Rzeszów          |
| 4   | Chemik Police                  |
| 5   | BKS Profi Credit Bielsko-Biała |
| 6   | Bank Pocztowy Pałac Bydgoszcz  |
| 7   | Energa MKS Kalisz              |
| 8   | Radomka Radom                  |
| 9   | PTPS Piła                      |
| 10  | DPD Legionovia Legionowo       |
| 11  | Volleyball Wrocław             |
| 12  | KSZO Ostrowiec Świętokrzyski   |

     Liga Mistrzyń
     Puchar CEV
     Puchar Challenge
     spadek do I ligi po barażach

## Składy drużyn
| Chemik Police | Chemik Police            | Chemik Police    | Chemik Police    | Chemik Police    |
| Nr            | Imię i nazwisko          | Data ur.         | Wzrost           | Pozycja          |
| ------------- | ------------------------ | ---------------- | ---------------- | ---------------- |
| 1             | Bianka Buša              | 25.07.1994       | 187              | przyjmująca      |
| 2             | Martyna Grajber          | 28.03.1995       | 180              | przyjmująca      |
| 3             | Magdalena Stysiak        | 03.12.2000       | 202              | atakująca        |
| 6             | Agnieszka Bednarek-Kasza | 20.02.1986       | 186              | środkowa         |
| 7             | Justyna Łukasik          | 27.01.1993       | 187              | środkowa         |
| 8             | Marlena Pleśnierowicz    | 09.01.1992       | 176              | rozgrywająca     |
| 9             | Iga Chojnacka            | 25.04.1994       | 183              | środkowa         |
| 10            | Sanja Gamma              | 31.05.1984       | 186              | atakująca        |
| 11            | Martyna Łukasik          | 26.11.1999       | 190              | atakująca        |
| 12            | Chiaka Ogbogu            | 15.04.1995       | 188              | środkowa         |
| 13            | Sladana Mirković         | 07.10.1995       | 185              | rozgrywająca     |
| 14            | Natalia Mędrzyk          | 13.01.1992       | 184              | przyjmująca      |
| 16            | Anna Grejman             | 08.06.1993       | 183              | przyjmująca      |
| 17            | Aleksandra Krzos         | 23.06.1989       | 181              | libero           |
| 18            | Justyna Łysiak           | 20.01.1999       | 171              | libero           |
|               | Marcello Abbondanza      | Trener           | Trener           | Trener           |
|               | Marek Mierzwiński        | Asystent trenera | Asystent trenera | Asystent trenera |

| ŁKS Commercecon Łódź | ŁKS Commercecon Łódź         | ŁKS Commercecon Łódź | ŁKS Commercecon Łódź | ŁKS Commercecon Łódź  |
| Nr                   | Imię i nazwisko              | Data ur.             | Wzrost               | Pozycja               |
| -------------------- | ---------------------------- | -------------------- | -------------------- | --------------------- |
| 1                    | Valerie Nichol               | 29.04.1994           | 181                  | rozgrywająca          |
| 2                    | Ewa Kwiatkowska              | 12.04.1986           | 182                  | środkowa              |
| 4                    | Lucie Mühlsteinová           | 15.10.1984           | 180                  | rozgrywająca          |
| 5                    | Regiane Bidias               | 02.10.1986           | 190                  | przyjmująca           |
| 6                    | Aleksandra Wójcik            | 03.01.1994           | 185                  | przyjmująca           |
| 7                    | Daria Szczyrba               | 02.12.1998           | 180                  | przyjmująca           |
| 8                    | Agata Wawrzyńczyk            | 31.01.1992           | 173                  | przyjmująca/atakująca |
| 10                   | Klaudia Gajewska             | 29.09.1989           | 189                  | środkowa              |
| 11                   | Anna Korabiec                | 11.01.1995           | 172                  | libero                |
| 12                   | Monika Bociek                | 06.04.1996           | 188                  | atakująca             |
| 13                   | Krystyna Strasz              | 24.07.1987           | 166                  | libero                |
| 14                   | Izabela Kowalińska           | 23.02.1985           | 189                  | przyjmująca/atakująca |
| 15                   | Klaudia Alagierska           | 02.01.1996           | 190                  | środkowa              |
| 16                   | Zuzanna Efimienko-Młotkowska | 08.08.1989           | 196                  | środkowa              |
| 17                   | Marta Wójcik                 | 17.02.1982           | 183                  | rozgrywająca          |
|                      | Michal Mašek                 | Trener               | Trener               | Trener                |
|                      | Bartłomiej Bartodziejski     | Asystent trenera     | Asystent trenera     | Asystent trenera      |

| Budowlani Łódź | Budowlani Łódź         | Budowlani Łódź   | Budowlani Łódź   | Budowlani Łódź        |
| Nr             | Imię i nazwisko        | Data ur.         | Wzrost           | Pozycja               |
| -------------- | ---------------------- | ---------------- | ---------------- | --------------------- |
| 1              | Maria Stenzel          | 25.11.1998       | 168              | libero                |
| 2              | Gabriela Polańska      | 27.11.1988       | 200              | środkowa              |
| 3              | Magdalena Stysiak      | 03.12.2000       | 202              | przyjmująca/atakująca |
| 5              | Małgorzata Śmieszek    | 11.07.1996       | 188              | środkowa              |
| 6              | Jovana Brakočević      | 05.03.1988       | 196              | atakująca             |
| 7              | Julia Twardowska       | 04.05.1995       | 188              | przyjmująca           |
| 9              | Jaroslava Pencová      | 24.06.1990       | 181              | środkowa              |
| 10             | Adrianna Muszyńska     | 22.03.1990       | 189              | przyjmująca           |
| 11             | Agata Babicz           | 16.03.1986       | 171              | przyjmująca           |
| 12             | Femke Stoltenborg      | 30.07.1991       | 189              | rozgrywająca          |
| 16             | Ewelina Tobiasz        | 06.02.1994       | 178              | rozgrywająca          |
| 17             | Oliwia Urban           | 21.11.1996       | 182              | przyjmująca           |
| 20             | Anna Bączyńska         | 31.12.1995       | 187              | przyjmująca           |
| 22             | Koleta Łyszkiewicz     | 22.01.1993       | 194              | przyjmująca           |
|                | Błażej Krzyształowicz  | Trener           | Trener           | Trener                |
|                | Tadeusz Krzyształowicz | Asystent trenera | Asystent trenera | Asystent trenera      |

| KS Developres Rzeszów | KS Developres Rzeszów      | KS Developres Rzeszów | KS Developres Rzeszów | KS Developres Rzeszów |
| Nr                    | Imię i nazwisko            | Data ur.              | Wzrost                | Pozycja               |
| --------------------- | -------------------------- | --------------------- | --------------------- | --------------------- |
| 1                     | Hélène Rousseaux           | 25.09.1991            | 188                   | przyjmująca           |
| 2                     | Maja Tokarska              | 22.02.1991            | 193                   | środkowa              |
| 3                     | Kamila Witkowska           | 02.12.1991            | 191                   | środkowa              |
| 4                     | Barbara Zakościelna        | 24.07.1998            | 183                   | przyjmująca           |
| 5                     | Magdalena Hawryła          | 01.01.1989            | 190                   | środkowa              |
| 6                     | Katarzyna Żabińska         | 20.02.1989            | 183                   | środkowa              |
| 7                     | Jelena Blagojević          | 01.12.988             | 181                   | przyjmująca           |
| 8                     | Petja Barakowa             | 18.06.1994            | 180                   | rozgrywająca          |
| 9                     | Agata Sawicka              | 17.01.1985            | 181                   | libero                |
| 12                    | Michaela Mlejnková         | 26.07.1996            | 184                   | przyjmująca           |
| 15                    | Dorota Medyńska            | 25.04.1993            | 170                   | libero                |
| 16                    | Agnieszka Rabka            | 30.08.1978            | 178                   | rozgrywająca          |
| 17                    | Kinga Hatala               | 17.07.1989            | 189                   | atakująca             |
| 18                    | Katarzyna Zaroślińska-Król | 03.02.1987            | 187                   | atakująca             |
| 19                    | Ewa Janewa                 | 31.07.1985            | 186                   | przyjmująca           |
|                       | Lorenzo Micelli            | Trener                | Trener                | Trener                |
|                       | Bartłomiej Dąbrowski       | Asystent trenera      | Asystent trenera      | Asystent trenera      |

| PTPS Piła | PTPS Piła            | PTPS Piła        | PTPS Piła        | PTPS Piła        |
| Nr        | Imię i nazwisko      | Data ur.         | Wzrost           | Pozycja          |
| --------- | -------------------- | ---------------- | ---------------- | ---------------- |
| 1         | Olga Strandzali      | 12.01.1996       | 185              | atakująca        |
| 2         | Paula Słonecka       | 09.04.1992       | 180              | przyjmująca      |
| 4         | Monika Kacprzak      | 02.03.1999       | 186              | atakująca        |
| 8         | Anna Stencel         | 28.08.1995       | 187              | środkowa         |
| 9         | Marharyta Azizowa    | 25.04.1993       | 186              | przyjmująca      |
| 10        | Natalia Sroka        | 23.06.1988       | 179              | przyjmująca      |
| 11        | Kamila Kobus         | 29.06.1999       | 186              | środkowa         |
| 13        | Izabela Lemańczyk    | 11.12.1990       | 169              | libero           |
| 15        | Aleksandra Trojan    | 06.06.1991       | 196              | środkowa         |
| 16        | Klaudia Kaczorowska  | 20.12.1988       | 183              | przyjmująca      |
| 18        | Patrycja Chrzan      | 11.01.2000       | 187              | rozgrywająca     |
| 20        | Anna Pawłowska       | 22.12.1998       | 169              | libero           |
| 31        | Julia Piotrowska     | 23.05.1996       | 192              | środkowa         |
| 74        | Paulina Szpak        | 11.10.1991       | 185              | rozgrywająca     |
|           | Alessandro Chiappini | Trener           | Trener           | Trener           |
|           | Marcin Widera        | Asystent trenera | Asystent trenera | Asystent trenera |

| BKS Profi Credit Bielsko-Biała | BKS Profi Credit Bielsko-Biała | BKS Profi Credit Bielsko-Biała | BKS Profi Credit Bielsko-Biała | BKS Profi Credit Bielsko-Biała |
| Nr                             | Imię i nazwisko                | Data ur.                       | Wzrost                         | Pozycja                        |
| ------------------------------ | ------------------------------ | ------------------------------ | ------------------------------ | ------------------------------ |
| 1                              | Marta Wellna                   | 07.04.1988                     | 178                            | przyjmująca                    |
| 2                              | Julia Nowicka                  | 21.10.1998                     | 174                            | rozgrywająca                   |
| 3                              | Olivia Różański                | 05.06.1997                     | 184                            | przyjmująca                    |
| 4                              | Marta Krajewska                | 20.05.1998                     | 176                            | rozgrywająca                   |
| 5                              | Klaudia Kubacka                | 05.05.2001                     | 166                            | libero                         |
| 6                              | Katarzyna Konieczna            | 22.03.1985                     | 184                            | atakująca                      |
| 7                              | Kornelia Moskwa                | 30.10.1996                     | 186                            | środkowa                       |
| 9                              | Nina Herelová                  | 30.07.1993                     | 184                            | środkowa                       |
| 10                             | Dominika Kozyra                | 17.09.1999                     | 187                            | przyjmująca                    |
| 11                             | Paulina Maj-Erwardt            | 22.03.1987                     | 166                            | libero                         |
| 12                             | Magdalena Jagodzińska          | 19.01.1989                     | 186                            | atakująca                      |
| 13                             | Martyna Świrad                 | 05.01.1998                     | 182                            | środkowa                       |
| 16                             | Emilia Mucha                   | 07.12.1993                     | 186                            | przyjmująca                    |
|                                | Bartłomiej Piekarczyk          | Trener                         | Trener                         | Trener                         |
|                                | Mariusz Gaca                   | Asystent trenera               | Asystent trenera               | Asystent trenera               |

| KSZO Ostrowiec Świętokrzyski | KSZO Ostrowiec Świętokrzyski | KSZO Ostrowiec Świętokrzyski | KSZO Ostrowiec Świętokrzyski | KSZO Ostrowiec Świętokrzyski |
| Nr                           | Imię i nazwisko              | Data ur.                     | Wzrost                       | Pozycja                      |
| ---------------------------- | ---------------------------- | ---------------------------- | ---------------------------- | ---------------------------- |
| 1                            | Zuzanna Kucińska             | 09.12.1994                   | 174                          | libero                       |
| 2                            | Justyna Wojtowicz            | 14.06.1992                   | 188                          | środkowa                     |
| 3                            | Katarzyna Zackiewicz         | 01.01.1990                   | 180                          | przyjmująca                  |
| 4                            | Natalia Czapla               | 08.11.1997                   | 185                          | rozgrywająca                 |
| 5                            | Olha Hejko                   | 04.04.1988                   | 178                          | rozgrywająca                 |
| 6                            | Kinga Kasprzak               | 12.06.1987                   | 188                          | przyjmująca                  |
| 7                            | Switłana Dorsman             | 11.12.1993                   | 182                          | środkowa                     |
| 8                            | Koleta Łyszkiewicz           | 22.01.1993                   | 194                          | przyjmująca                  |
| 9                            | Anastasija Tracz             | 15.11.1988                   | 186                          | przyjmująca/atakująca        |
| 10                           | Wolha Paulukouska            | 13.07.1988                   | 174                          | libero                       |
| 11                           | Emilia Oktaba                | 18.02.1995                   | 198                          | środkowa                     |
| 12                           | Anna Grzechnik               | 26.04.1998                   | 182                          | przyjmująca                  |
| 14                           | Wiktoria Rdzanek             | 02.02.2001                   | 171                          | libero                       |
| 15                           | Agnieszka Wołoszyn           | 05.10.1981                   | 182                          | atakująca                    |
| 17                           | Anastasija Sasz              | 06.06.1996                   | 183                          | rozgrywająca                 |
| 23                           | Paula Słonecka               | 09.04.1992                   | 180                          | przyjmująca                  |
|                              | František Bočkay             | Trener                       | Trener                       | Trener                       |
|                              | Mateusz Janik                | Asystent trenera             | Asystent trenera             | Asystent trenera             |

| Volleyball Wrocław | Volleyball Wrocław  | Volleyball Wrocław | Volleyball Wrocław | Volleyball Wrocław |
| Nr                 | Imię i nazwisko     | Data ur.           | Wzrost             | Pozycja            |
| ------------------ | ------------------- | ------------------ | ------------------ | ------------------ |
| 1                  | Roksana Wers        | 02.09.1993         | 180                | przyjmująca        |
| 3                  | Klaudia Felak       | 20.04.1999         | 186                | przyjmująca        |
| 4                  | Karolina Piśla      | 05.08.1996         | 184                | przyjmująca        |
| 5                  | Aleksandra Gancarz  | 17.05.1994         | 187                | środkowa           |
| 6                  | Aleksandra Rasińska | 06.11.1998         | 190                | atakująca          |
| 7                  | Weronika Wołodko    | 09.10.1998         | 178                | rozgrywająca       |
| 8                  | Magdalena Soter     | 23.05.1988         | 191                | środkowa           |
| 9                  | Natalia Murek       | 08.09.1999         | 180                | przyjmująca        |
| 10                 | Sandra Świętoń      | 12.08.1999         | 170                | przyjmująca        |
| 12                 | Magdalena Kuziak    | 02.01.1994         | 161                | libero             |
| 13                 | Natalia Gajewska    | 24.05.1994         | 175                | rozgrywająca       |
| 15                 | Karolina Pancewicz  | 04.01.1999         | 172                | libero             |
| 16                 | Monika Potokar      | 18.12.1987         | 178                | przyjmująca        |
| 17                 | Anna Łozowska       | 16.03.1993         | 184                | środkowa           |
| 45                 | Jolanta Kelner      | 29.07.1987         | 180                | rozgrywająca       |
|                    | Marek Solarewicz    | Trener             | Trener             | Trener             |
|                    | Wojciech Kurczyński | Asystent trenera   | Asystent trenera   | Asystent trenera   |

| Bank Pocztowy Pałac Bydgoszcz | Bank Pocztowy Pałac Bydgoszcz | Bank Pocztowy Pałac Bydgoszcz | Bank Pocztowy Pałac Bydgoszcz | Bank Pocztowy Pałac Bydgoszcz |
| Nr                            | Imię i nazwisko               | Data ur.                      | Wzrost                        | Pozycja                       |
| ----------------------------- | ----------------------------- | ----------------------------- | ----------------------------- | ----------------------------- |
| 1                             | Patrycja Balmas               | 23.02.1991                    | 182                           | przyjmująca                   |
| 3                             | Monika Jagła                  | 04.01.2000                    | 175                           | libero                        |
| 4                             | Marta Ziółkowska              | 02.11.1995                    | 188                           | środkowa                      |
| 5                             | Natalia Misiuna               | 07.09.1984                    | 186                           | środkowa                      |
| 6                             | Maja Pahor                    | 23.12.1996                    | 166                           | libero                        |
| 7                             | Magdalena Mazurek             | 12.09.1983                    | 182                           | rozgrywająca                  |
| 8                             | Ewelina Krzywicka             | 10.08.1992                    | 175                           | przyjmująca                   |
| 9                             | Tamara Gałucha                | 20.03.1990                    | 182                           | atakująca                     |
| 10                            | Joanna Kuligowska             | 25.11.1979                    | 180                           | przyjmująca                   |
| 13                            | Kinga Różyńska                | 12.07.1998                    | 189                           | środkowa                      |
| 14                            | Monika Fedusio                | 06.11.1999                    | 183                           | przyjmująca                   |
| 16                            | Małgorzata Andersohn          | 04.11.2000                    | 172                           | rozgrywająca                  |
|                               | Piotr Matela                  | Trener                        | Trener                        | Trener                        |
|                               | Sebastian Tylicki             | Asystent trenera              | Asystent trenera              | Asystent trenera              |

| DPD Legionovia Legionowo | DPD Legionovia Legionowo | DPD Legionovia Legionowo | DPD Legionovia Legionowo | DPD Legionovia Legionowo |
| Nr                       | Imię i nazwisko          | Data ur.                 | Wzrost                   | Pozycja                  |
| ------------------------ | ------------------------ | ------------------------ | ------------------------ | ------------------------ |
| 1                        | Małgorzata Jasek         | 14.03.1995               | 191                      | atakująca                |
| 2                        | Beata Olenderek          | 12.03.1991               | 178                      | przyjmująca              |
| 3                        | Ewelina Polak            | 17.04.1993               | 176                      | rozgrywająca             |
| 4                        | Zuzanna Górecka          | 10.04.2000               | 181                      | przyjmująca              |
| 7                        | Magdalena Damaske        | 19.02.1996               | 186                      | przyjmująca              |
| 8                        | Małgorzata Skorupa       | 16.09.1984               | 183                      | środkowa                 |
| 9                        | Alicja Wójcik            | 10.11.1994               | 186                      | środkowa                 |
| 10                       | Agnieszka Adamek         | 04.01.1996               | 166                      | libero                   |
| 13                       | Adriana Adamek           | 23.09.1998               | 178                      | libero                   |
| 15                       | Kryscina Kicka           | 26.03.1992               | 188                      | atakująca                |
| 17                       | Bailey Tanner            | 29.09.1994               | 186                      | rozgrywająca             |
| 18                       | Aleksandra Gryka         | 06.02.2000               | 190                      | środkowa                 |
| 22                       | Cassidy Pickrell         | 01.10.1994               | 185                      | przyjmująca              |
|                          |                          | Trener                   |                          |                          |
|                          | Jakub Skwarek            | Asystent trenera         | Asystent trenera         | Asystent trenera         |

| Energa MKS Kalisz | Energa MKS Kalisz     | Energa MKS Kalisz | Energa MKS Kalisz | Energa MKS Kalisz |
| Nr                | Imię i nazwisko       | Data ur.          | Wzrost            | Pozycja           |
| ----------------- | --------------------- | ----------------- | ----------------- | ----------------- |
| 1                 | Małgorzata Sobolewska | 28.02.1985        | 180               | rozgrywająca      |
| 2                 | Katarzyna Wawrzyniak  | 14.03.1990        | 177               | rozgrywająca      |
| 3                 | Anna Głowiak          | 24.01.1990        | 165               | libero            |
| 4                 | Aleksandra Wańczyk    | 01.01.1996        | 193               | atakująca         |
| 5                 | Alicia Ogoms          | 02.04.1994        | 194               | środkowa          |
| 6                 | Justyna Andrzejczak   | 06.06.1997        | 179               | przyjmująca       |
| 7                 | Kinga Dybek           | 16.12.1994        | 185               | przyjmująca       |
| 8                 | Ewelina Janicka       | 04.11.1994        | 193               | środkowa          |
| 9                 | Natalia Strózik       | 23.08.1995        | 186               | przyjmująca       |
| 11                | Adrianna Budzoń       | 18.11.1991        | 178               | rozgrywająca      |
| 12                | Rebecka Lazic         | 24.09.1994        | 186               | atakująca         |
| 13                | Agata Nowak           | 08.07.1995        | 175               | libero            |
| 14                | Klaudia Kulig         | 01.05.1997        | 173               | libero            |
| 15                | Aleksandra Cygan      | 09.04.1997        | 186               | środkowa          |
| 16                | Anna Miros            | 30.10.1985        | 196               | atakująca         |
| 17                | Ljubica Kecman        | 10.12.1993        | 180               | przyjmująca       |
| 24                | Ewelina Brzezińska    | 26.01.1988        | 182               | przyjmująca       |
|                   | Jacek Pasiński        | Trener            | Trener            | Trener            |
|                   | Daniel Przybylski     | Asystent trenera  | Asystent trenera  | Asystent trenera  |

| Radomka Radom | Radomka Radom        | Radomka Radom    | Radomka Radom | Radomka Radom         |
| Nr            | Imię i nazwisko      | Data ur.         | Wzrost        | Pozycja               |
| ------------- | -------------------- | ---------------- | ------------- | --------------------- |
| 1             | Natalia Skrzypkowska | 23 lutego 1989   | 180           | przyjmująca           |
| 2             | Olga Samul           | 20 marca 1991    | 177           | libero                |
| 3             | Sara Sakradžija      | 25 marca 1994    | 186           | przyjmująca           |
| 4             | Alicja Grabka        | 9 maja 1998      | 178           | rozgrywająca          |
| 5             | Joanna Kapturska     | 4 lipca 1986     | 185           | przyjmująca/atakująca |
| 6             | Maja Pelczarska      | 13 lipca 1995    | 178           | rozgrywająca          |
| 7             | Julita Molenda       | 17 czerwca 1999  | 178           | przyjmująca           |
| 8             | Izabela Bałucka      | 15 lutego 1993   | 185           | środkowa              |
| 9             | Gabriela Borawska    | 7 grudnia 1992   | 182           | przyjmująca           |
| 10            | Anna Bączyńska       | 31 grudnia 1995  | 187           | atakująca             |
| 11            | Sonia Kubacka        | 27 lutego 1996   | 181           | środkowa              |
| 12            | Kinga Drabek         | 10 maja 1998     | 169           | libero                |
| 13            | Renata Biała         | 22 czerwca 1992  | 177           | przyjmująca           |
| 14            | Brittany Abercrombie | 28 grudnia 1995  | 191           | atakująca             |
| 16            | Gabriela Ponikowska  | 20 maja 1993     | 185           | środkowa              |
| 17            | Majka Szczepańska    | 24 kwietnia 1995 | 181           | atakująca             |
| 18            | Szafagat Aliszanowa  | 3 sierpnia 1991  | 178           | rozgrywająca          |
|               | Jacek Skrok          | Trener           | Trener        | Trener                |
|               |                      | Asystent trenera |               |                       |

## Transfery
| KPS Chemik Police | KPS Chemik Police |
| Przychodzą | Odchodzą |
| --- | --- |
| - Chiaka Ogbogu (Il Bisonte Firenze) - Marlena Pleśnierowicz (BKS Profi Credit Bielsko-Biała) - Martyna Grajber (Grot Budowlani Łódź) - Magdalena Stysiak (SMS Police) - Justyna Łukasik (Trefl Proxima Kraków) - Martyna Łukasik (Trefl Proxima Kraków) - Anna Grejman (Karayollari Ankara) - Iga Chojnacka (Impel Wrocław) - Justyna Łysiak (Enea PTPS Piła) | - Stefana Veljković (Igor Gorgonzola Novara) - Straszimira Simeonowa (szuka klubu) - Alexandra Holston (Marica Płowdiw) - Malwina Smarzek (Zanetti Bergamo) - Katarzyna Zaroślińska-Król (KS DevelopRes Rzeszów) - Izabela Bełcik (zakończenie kariery) - Katarzyna Gajgał-Anioł (zakończenie kariery) - Berenika Tomsia (Incheon Heungkuk Life Pink Spiders) |
| w trakcie sezonu | |
| - Sanja Gamma (Samsun Anakent) | - Magdalena Stysiak (Grot Budowlani Łódź) - Anna Grejman (szuka klubu) |

| ŁKS Commercecon Łódź | ŁKS Commercecon Łódź |
| Przychodzą | Odchodzą |
| --- | --- |
| - Valerie Nichol (Impel Wrocław) - Monika Bociek (Polski Cukier Muszynianka Muszyna) - Marta Wójcik (Budowlani Toruń) - Aleksandra Wójcik (Polski Cukier Muszynianka Muszyna) - Klaudia Alagierska (LTS Legionovia Legionowo) - Anna Korabiec (LTS Legionovia Legionowo) - Daria Szczyrba (PWSZ Karpaty Krosno) - Klaudia Gajewska (KS Energetyk Poznań) | - Lucie Mühlsteinová (przerwa w karierze) - Deja McClendon (Delta Informatica Trentino) - Atina Papafotiu (ASPTT Miluza) - Izabela Kowalińska (przerwa w karierze) - Katarzyna Sielicka (zakończenie kariery) - Dominika Mras (UNI Opole) - Małgorzata Skorupa (LTS Legionovia Legionowo) - Julita Rafałko (Budowlani Toruń) - Izabella Szyjka (Mazovia Warszawa) |
| w trakcie sezonu | |
| - Lucie Mühlsteinová (powrót po przerwie w karierze) - Izabela Kowalińska (powrót po przerwie w karierze) | - Valerie Nichol (szuka klubu) |

| Grot Budowlani Łódź | Grot Budowlani Łódź |
| Przychodzą | Odchodzą |
| --- | --- |
| - Jovana Brakočević (CSM Bukareszt) - Femke Stoltenborg (Allianz MTV Stuttgart) - Jaroslava Pencová (SAB Volley Legnano) - Maria Stenzel (Volleyball Wrocław) - Małgorzata Śmieszek (Polski Cukier Muszynianka Muszyna) - Ewelina Tobiasz (MKS Dąbrowa Górnicza) - Koleta Łyszkiewicz (AZS KSZO Ostrowiec Świętokrzyski) - Agata Babicz (Enea PTPS Piła) - Oliwia Urban (Enea PTPS Piła) | - Kaja Grobelna (Unet E-Work Busto Arsizio) - Pavla Šmídová (szuka klubu) - Hana Čutura (Nantes VB) - Martyna Grajber (KPS Chemik Police) - Agata Witkowska (przerwa w karierze) - Agnieszka Kąkolewska (Pomì Casalmaggiore) - Ewelina Polak (LTS Legionovia Legionowo) - Julia Piotrowska (Enea PTPS Piła) |
| w trakcie sezonu | |
| - Magdalena Stysiak (KPS Chemik Police) - Anna Bączyńska (E.Leclerc Radomka Radom) | - Koleta Łyszkiewicz (AZS KSZO Ostrowiec Świętokrzyski) |

| KS DevelopRes Rzeszów | KS DevelopRes Rzeszów |
| Przychodzą | Odchodzą |
| --- | --- |
| - Bartłomiej Dąbrowski (II trener) (bez klubu) - Michaela Mlejnková (Allianz MTV Stuttgart) - Petja Barakowa (CS Volei Alba-Blaj) - Maja Tokarska (Beşiktaş JK) - Katarzyna Zaroślińska-Król (Chemik Police) - Dorota Medyńska (Polski Cukier Muszynianka Muszyna) - Kinga Hatala (Poli Budowlani Toruń) - Barbara Zakościelna (BKS Profi Credit Bielsko-Biała) | - Dawid Pawlik (II trener) (szuka klubu) - Adela Helić (RC Cannes) - Julija Andruszko (szuka klubu) - Monika Ptak (przerwa w karierze) - Anna Kaczmar (Cuneo Granda Volley) - Klaudia Kaczorowska (Enea PTPS Piła) - Pola Nowakowska (szuka klubu) - Ewa Żak (koniec kariery) |
| w trakcie sezonu | |
| - Ewa Janewa (Slávia Bratysława) | - Lorenzo Micelli (I trener) (szuka klubu) 17.04.2019 |

| Enea PTPS Piła | Enea PTPS Piła |
| Przychodzą | Odchodzą |
| --- | --- |
| - Guillermo Naranjo Hernández (I trener) (CSM Târgoviște) - Olga Strandzali (Béziers Volley) - Marharyta Azizowa (Beşiktaş JK) - Klaudia Kaczorowska (KS DevelopRes Rzeszów) - Aleksandra Trojan (Volleyball Wrocław) - Natalia Sroka (Energa MKS Kalisz) - Karolina Portalska (Polski Cukier Muszynianka Muszyna) - Julia Piotrowska (Grot Budowlani Łódź) - Paulina Szpak (LTS Legionovia Legionowo) - Kamila Kobus (SMS Police) - Monika Kacprzak (Sparta Warszawa) - Patrycja Chrzan (SMS Police) | - Jacek Pasiński (I trener) (szuka klubu) - Dajana Bošković (Sarıyer Belediyesi) - Anita Kwiatkowska (zakończenie kariery) - Karolina Różycka (KS Energetyk Poznań) - Emilia Szubert (urlop macierzyński) - Agata Babicz (Grot Budowlani Łódź) - Żaneta Baran (Wisła Warszawa) - Oliwia Urban (Grot Budowlani Łódź) - Justyna Łysiak (KPS Chemik Police) - Dorota Wilk (szuka klubu) |
| w trakcie sezonu | |
| - Alessandro Chiappini (I trener) (Trefl Proxima Kraków) - Izabela Lemańczyk (BKS Profi Credit Bielsko-Biała) - Paula Słonecka (AZS KSZO Ostrowiec Świętokrzyski) | - Guillermo Naranjo Hernández (I trener) (SC Potsdam) |

| BKS Profi Credit Bielsko-Biała | BKS Profi Credit Bielsko-Biała |
| Przychodzą | Odchodzą |
| --- | --- |
| - Nina Herelová (VK AGEL Prostějov) - Paulina Maj-Erwardt (powrót z urlopu macierzyńskiego) - Magdalena Jagodzińska (WTS Solna Wieliczka) - Marta Wellna (Wisła Warszawa) - Marta Krajewska (Joker Świecie) - Dominika Kozyra (ESPES Sparta Warszawa) - Klaudia Kubacka | - Tore Aleksandersen (I trener) (szuka klubu) - Dominika Sobolska (Çanakkale Belediyespor Kulübü) - Nia Grant (SC Potsdam) - Gina Mancuso (szuka klubu) - Aleksandra Jagieło (zakończenie kariery) - Marlena Pleśnierowicz (Chemik Police) - Izabela Lemańczyk (Enea PTPS Piła) - Barbara Zakościelna (KS DevelopRes Rzeszów) - Aneta Wilczek (szuka klubu) - Wiktoria Szumera (szuka klubu) |

| KSZO Ostrowiec Świętokrzyski | KSZO Ostrowiec Świętokrzyski |
| Przychodzą | Odchodzą |
| --- | --- |
| - František Bočkay (I trener) - Anastasija Tracz (AZS Politechnika Śląska Gliwice) - Olha Hejko (Salihli Belediyespor) - Switłana Dorsman (Azərreyl Baku) - Anastasija Sasz (VfB 91 Suhl) - Agnieszka Wołoszyn (KS Energetyk Poznań) - Paula Słonecka (Trefl Proxima Kraków) - Anna Grzechnik (AZS Politechnika Śląska Gliwice) - Emilia Oktaba (KS Energetyk Poznań) - Wiktoria Rdzanek (SMS Ostrowiec Świętokrzyski) - Zuzanna Kucińska (Wisła Warszawa) - Katarzyna Zackiewicz (UNI Opole) | - Adam Grabowski (I trener) (MKS Dąbrowa Górnicza) - Marta Biedziak (Dauphines Charleroi) - Koleta Łyszkiewicz (Grot Budowlani Łódź) - Natalia Skrzypkowska (E.Leclerc Radomka Radom) - Paulina Stroiwąs (MKS Dąbrowa Górnicza) - Magdalena Soter (Volleyball Wrocław) - Aleksandra Wańczyk (Energa MKS Kalisz) - Joanna Ciesielczyk (AZS Politechnika Śląska Gliwice) - Alicja Markiewicz (Wisła Warszawa) - Katarzyna Szałankiewicz (przerwa w karierze) - Magdalena Gryka (SC Potsdam) |
| w trakcie sezonu | |
| - Kinga Kasprzak (Hapoel Kefar Sawa) - Koleta Łyszkiewicz (Grot Budowlani Łódź) - Natalia Czapla (MGLKS Sobieski Oława) | - Anna Miros (Energa MKS Kalisz) - Agnieszka Wołoszyn (szuka klubu) - Anastasija Sasz (Minczanka Mińsk) - Paula Słonecka (Enea PTPS Piła) |

| Volleyball Wrocław | Volleyball Wrocław |
| Przychodzą | Odchodzą |
| --- | --- |
| - Natalia Gajewska (Volley Soverato) - Roksana Wers (Polski Cukier Muszynianka Muszyna) - Karolina Piśla (Ladies in Black Aachen) - Magdalena Soter (AZS KSZO Ostrowiec Świętokrzyski) - Aleksandra Gancarz (KS Energetyk Poznań) - Karolina Pancewicz (zespół juniorek) - Magdalena Kuziak (UNI Opole) - Aleksandra Rasińska (LTS Legionovia Legionowo) - Klaudia Felak (KS Energetyk Poznań) | - Valerie Nichol (ŁKS Commercecon Łódź) - Maria Stenzel (Grot Budowlani Łódź) - Iga Chojnacka (Chemik Police) - Julia Szczurowska (RC Cannes) - Aleksandra Trojan (Enea PTPS Piła) - Tamara Gałucha (KS Pałac Bydgoszcz) - Ilona Gierak (UNI Opole) - Sonia Flendrich (szuka klubu) |
| w trakcie sezonu | |
| - Monika Potokar (GS Ilioupolis) - Jolanta Kelner (SCU Emlichheim) | |

| Bank Pocztowy Pałac Bydgoszcz | Bank Pocztowy Pałac Bydgoszcz |
| Przychodzą | Odchodzą |
| --- | --- |
| - Piotr Matela (I trener) (Chemik Police) - Maja Pahor (Calcit Kamnik) - Tamara Gałucha (Volleyball Wrocław) - Patrycja Balmas (MKS Dąbrowa Górnicza) - Małgorzata Andersohn (drużyna juniorek) | - Piotr Makowski (I trener) (szuka klubu) - Zuzanna Czyżnielewska (zakończenie kariery) - Jagoda Maternia (UNI Opole) - Sandra Szczygioł (MKS Dąbrowa Górnicza) - Katarzyna Wenerska (Joker Świecie) - Weronika Fojucik (szuka klubu) - Joanna Nickowska (szuka klubu) - Paulina Świder (szuka klubu) |
| w trakcie sezonu | |
| | - Maja Pahor (szuka klubu) |

| DPD Legionovia Legionowo | DPD Legionovia Legionowo |
| Przychodzą | Odchodzą |
| --- | --- |
| - Kryscina Kicka (Incheon Heungkuk Life Pink Spiders) - Cassidy Pickrell (Neuchâtel Université) - Ewelina Polak (Grot Budowlani Łódź) - Małgorzata Skorupa (ŁKS Commercecon Łódź) - Aleksandra Gryka (SMS PZPS Szczyrk) - Zuzanna Górecka (SMS PZPS Szczyrk) - Agnieszka Adamek (Polonia Świdnica) - Anna Wodrowska (WTS KDBS Bank Włocławek) | - Klaudia Alagierska (ŁKS Commercecon Łódź) - Anna Korabiec (ŁKS Commercecon Łódź) - Anna Bączyńska (Radomka Radom) - Aleksandra Rasińska (Volleyball Wrocław) - Alicja Grabka (Radomka Radom) - Joanna Pacak (UNI Opole) - Ewelina Mikołajewska (Wisła Warszawa) - Paulina Szpak (Enea PTPS Piła) |
| w trakcie sezonu | |
| - Bailey Tanner (University of Washington) | - Piotr Olenderek (I trener) (szuka klubu) - Cassidy Pickrell (TS Volley Düdingen) |

| Energa MKS Kalisz | Energa MKS Kalisz |
| Przychodzą | Odchodzą |
| --- | --- |
| - Ljubica Kecman (SC Potsdam) - Rebecka Lazic (ES Le Cannet-Rocheville) - Klaudia Kulig (Trefl Proxima Kraków) - Aleksandra Wańczyk (AZS KSZO Ostrowiec Świętokrzyski) - Natalia Strózik (UNI Opole) - Małgorzata Sobolewska (Joker Świecie) - Malwina Stroińska (Ósemka Siedlce) - Agata Nowak (Budowlani Toruń) - Aleksandra Cygan (UNI Opole) - Julia Wałek (LTS Legionovia Legionowo) | - Ivana Isailović (szuka klubu) - Anna Nazarenko (szuka klubu) - Natalia Sroka (Enea PTPS Piła) - Justyna Raczyńska (szuka klubu) - Angelika Bulbak (Wisła Warszawa) - Katarzyna Wawrzyniak (Wisła Warszawa) - Hanna Łukasiewicz (przerwa w karierze) - Patrycja Grocholewska (szuka klubu) - Anna Widera (NOSiR Nowy Dwór Mazowiecki) |
| w trakcie sezonu | |
| - Jacek Pasiński (I trener) - Alicia Ogoms (SAB Volley Legnano) - Anna Miros (AZS KSZO Ostrowiec Świętokrzyski) - Ewelina Brzezińska (Sigel Pallavolo Marsala) - Katarzyna Wawrzyniak (Wisła Warszawa) | - Mariusz Wiktorowicz (I trener) (szuka klubu) |

| E.Leclerc Radomka Radom | E.Leclerc Radomka Radom |
| Przychodzą | Odchodzą |
| --- | --- |
| - Kinga Drabek (MKS Dąbrowa Górnicza) - Natalia Skrzypkowska (AZS KSZO Ostrowiec Świętokrzyski) - Anna Bączyńska (LTS Legionovia Legionowo) - Alicja Grabka (LTS Legionovia Legionowo) - Joanna Kapturska (powrót po przerwie) - Izabela Bałucka (Budowlani Toruń) | - Aleksandra Przepiórka (Mazovia Warszawa) - Aleksandra Bator (szuka klubu) - Katarzyna Śmieszek (szuka klubu) - Dominika Czajka (szuka klubu) - Oriana Miechowicz (szuka klubu) - Patrycja Gądek (Tchalou Volley) |
| w trakcie sezonu | |
| - Brittany Abercrombie (University of Southem California) - Sara Sakradžija (Halkbank Ankara) - Szafagat Aliszanowa (Azərreyl Baku) | - Anna Bączyńska (Grot Budowlani Łódź) |